# جيهان رشتي
جيهان رشتي ولدت جيهان أحمد رشتي عام 1938، أول عميدة لكلية الإعلام بجامعة القاهرة حيث تولت منصب العمادة لمدة 6 سنوات خلال التسعينيات من القرن الماضى، عملت كأستاذ متفرغ بجامعة القاهرة ونائب لرئيس جامعة مصر، وعضو سابق بمجلس أمناء اتحاد الإذاعة والتليفزيون تعد رائدة الدراسات الإعلامية في مصر وعضو سابق بالمجلس القومي للمرأة.

## أبحاثها ومؤلفاتها

### الأبحاث
1. أخلاق الصحافة.
2. السرية وحرية الوصول إلى المعلومات.
3. دور الإعلام في تغيير السلوك تجاه المشكلات.
4. دور وسائل الإعلام في الوقاية من الجريمة.
5. دور اليونسكو في مجال الاتصالات، اللجنة الوطنية لليونسكو عام 1986.
6. صورة العرب في وسائل الإعلام الأمريكية، المؤتمر الإعلامي العالمي 3 أكتوبر عام 1980.
7. الاستخدام المبتكر لتكنولوجيا الاتصالات الحديثة في التنمية الريفية بتكليف من اليونسكو.
8. التنمية في الصحافة الدورية للدول العربية.
9. تقديم الاخبار التليفزيونية وتأثيرها على تطوير النظام الديموقراطي.
10. الدعاية الصهيونية في الولايات المتحدة الأمريكية: أهدافها وطرفها في التأثير على الرأي العام الأمريكي.
11. دور وسائل الإعلام المصرية خلال حرب يونيو عام 1967.
12. الصحافة والاتحاد الاشتراكي.
13. الصحافة والثقافة العربية، ليبيا عام 1975.
14. دور وسائل الإعلام في تنظيم الأسرة.

### الكتب
1. الأسس العلمية لنظريات الإعلام، نشر عام 1978.
2. الإعلام الدولى، نُشر عام 1986.
3. نظم الاتصال: الإعلام في الدول النامية، نشر عام 1972.
4. النظم الإذاعية في المجتمعات الاشتراكية، نشر عام 1979.
5. تطور الصحافة المسائية في مصر في الفترة ما بين الحربيين العالميتين، نُشر عام 1963.
6. الدعاية واستخدام الراديو في الحرب النفسية نشر عام 1985.
7. النظم الإذاعية في المجتمعات الغربية نشر عام 1994.
8. سياسات الإتصال في دولة الإمارات العربية المتحدة، نشر عام 1994.
9. دليل رسائل الدكتوراه والماجستير: يتضمن فهارس موضوعية وتحليلية، اعداد أبو الفتوح حامد عودة؛ أشراف جيهان أحمد رشتي جامعة القاهرة. كلية الإعلام. مركز التوثيق الإعلامي، عام 1991.[6][7][8][9][10]

## المناصب والدرجات العلمية
1. ليسانس مع مرتبة الشرف، كلية الآداب جامعة القاهرة عام 1959.
2. ماجستير في الصحافة، كلية الآداب جامعة القاهرة عام 1964.
3. دكتوراة في الإعلام من جامعة سيراكيوز، نيويورك عام 1968.
4. أستاذ بقسم الصحافة كلية الآداب جامعة القاهرة في الفترة من عام 1961 حتى عام 1964.
5. أستاذ مشارك ورئيس قسم الإذاعة والتليفزيون بكلية الإعلام جامعة القاهرة من عام 1975 حتى عام 1979.
6. مستشار إعلامي باللجنة الوطنية لليونسكو في الفترة من عام 1973 حتى عام 1979.
7. أستاذ مساعد بوحدة الإعلام بالجامعة الأمريكية بالقاهرة من عام 1973 حتى عام 1976.
8. وكيل الكلية لشئون الدراسات العليا والبحوث في الفترة من عام 1984 حتى عام 1987.
9. عميد كلية الإعلام بجامعة القاهرة في الفترة من عام 1988 حتى عام 1994.
10. رئيس قسم الإعلام في جامعة الكويت بدولة الكويت في الفترة من عام 1994 حتى عام 1996.
11. عميدة كلية الإعلام بجامعة مصر الدولية من عام 1996 حتى عام 1998.
12. أستاذ بجامعة مصر الدولية في الفترة من عام 1998 حتى عام 2007.
13. عضو بالمجلس القومي للمرأة من عام 2000 حتى 2004.[11]

## حلقات تليفزيونية
1. ظهرت د.جيهان رشتي كضيف في برنامج «للنساء فقط» عبر فضائية الجزيرة العربية؛ لمناقشة صورة المرأة في الإعلام العربي، بصحبة الإعلامية خديجة بن قنة والإعلامية منى وهبي مذيعة بقناة المستقبل في لبنان وأوكتافيا نصر مذيعة في CNN الأميركية أطلنطا، بتاريخ الأول من إبريل عام 2002.[12]
2. كما ظهرت للمرة الثانية كضيفة في برنامج «للنساء فقط» المذاع عبر فضائية الجزيرة العربية، للحديث عن المرأة في فضائيات الغناء العربية، بصحبة لينا التل المخرجة في مركز الفنون الأدائية وإقبال دوغان رئيسة المجلس النسائي اللبناني سابقا ومحسن جابر رئيس مجلس إدارة شركة عالم الفن والفنانة اللبنانية أمل حجازي، بتاريخ 10 مايو عام 2004.[13]

## وفاتها
توفيت جيهان أحمد رشتي صباح يوم الإثنين 12 ديسمبر عام 2011 عام عن عمر 73 عاما.